# East Longmeadow (Massachusetts)
East Longmeadow es un pueblo ubicado en el condado de Hampden en el estado estadounidense de Massachusetts. En el Censo de 2010 tenía una población de 15.720 habitantes y una densidad poblacional de 464,17 personas por km².

## Geografía
East Longmeadow se encuentra ubicado en las coordenadas 42°3′35″N 72°30′4″O / 42.05972, -72.50111. Según la Oficina del Censo de los Estados Unidos, East Longmeadow tiene una superficie total de 33.87 km², de la cual 33.69 km² corresponden a tierra firme y (0.54%) 0.18 km² es agua.

## Demografía
Según el censo de 2010, había 15.720 personas residiendo en East Longmeadow. La densidad de población era de 464,17 hab./km². De los 15.720 habitantes, East Longmeadow estaba compuesto por el 94.52% blancos, el 1.41% eran afroamericanos, el 0.07% eran amerindios, el 2.4% eran asiáticos, el 0% eran isleños del Pacífico, el 0.48% eran de otras razas y el 1.13% pertenecían a dos o más razas. Del total de la población el 2.27% eran hispanos o latinos de cualquier raza.